# Jastrzębnik (województwo lubuskie)
Jastrzębnik (niem. Christophswalde) – wieś w Polsce położona w województwie lubuskim, w powiecie gorzowskim, w gminie Santok.
Wieś położona koło większych miejscowości: Goszczanowo i Lipki Wielkie.
W latach 1975–1998 miejscowość administracyjnie należała do województwa gorzowskiego.